# کاراگاستنا
کاراگاستنا (به لاتین: Karagastenna) یک منطقهٔ مسکونی در سری‌لانکا است که در استان مرکزی (سری‌لانکا) واقع شده‌است.